# 중국동맹회
중국 동맹회(中國同盟會, 영어: Tongmenghui of China, Chinese United League, United League, Chinese Revolutionary Alliance, Chinese Alliance, United Allegiance Society)는 1905년 8월 20일, 쑨원이 일본 제국 도쿄에서 조직한 저항운동 비밀결사의 이름이다. 동맹회는 한족의 애국지사, 공화주의자, 사회주의 활동가들이 공동의 목표로 함께 뭉쳐, 이제까지 있던 비슷한 반청(反淸), 반외세 단체들인 흥중회(興中會), 화흥회(華興會) 등의 단체를 동맹회로 합쳐 조직했다. 쑨원은 이 모임의 초대 회장에 추대되었고, 황싱, 쑹자오런, 왕징웨이 등이 참여하였다.
1906년 싱가포르에 지부가 결성되었고 나중에 1911년 청나라가 타도되고 중화민국이 설립되자 1912년 8월 중국 국민당으로 흡수 통합되었다.

## 동맹회 결성
1905년 7월 19일 쑨은 일본에 도착하자마자 먼저 그와 밀접한 관계를 맺고 있던 마쥔우, 허샹닝 등과 연락하여 그들의 흥중회 가입을 받아들이고 다른 유학생들과도 접촉하였다. 여기서 쑨은 황싱을 만난다. 그리고 황은 쑨의 연합제의를 받아들였다. 7월 30일 도쿄부 도쿄시 아카사카구 하관(霞關)의 우치다 료헤이의 자택 2층에서 정식으로 열었다.
여기에는 흥중회(쑨원 등), 화흥회(쑹자오런, 황싱 등), 광복회(타오청장, 장빙린, 차이위안페이, 추진 등), 과학보습소(차오야보 등)등 혁명 제파의 대동단결을 기도, 간쑤성을 제외한 전국 17성(省)의 대표가 참석했으며, 일본인 우치다와 미야자키 도텐이 열석하였다. 그리고 단체이름과 조직등 관한 토의를 가졌고, 이를 거쳐 8월 20일 아카사카구에서 정식으로 성립대회를 개최하여 중국혁명동맹회를 결성했다. 여기에는 100여 명이 참석했는데, 먼저 황흥이 기초한 '장정' 초안 30개조를 읽고 토론을 거쳐 수정 통과 시켰다. 이 장정은 앞서 쑨이 준비회의에서 제의한 것이었다. 여기에서 본부는 도쿄에 두고 삼권분립의 원칙아래 본부에 총리(總理)를 두고, 그 아래 집행, 평의, 사법 3부를 두기로 하였으며 쑨을 총리, 황을 집행부의 서무장으로, 왕징웨이를 평의부 의장에 뽑았다.
이 날 결성식장인 2층에 사람이 너무 많이 들어가 2층이 내려앉는 바람에 우치다 자택의 대들보가 부러졌다.

### 지부 설치
중국동맹회의 장정에는 또한 국내외에 9개 지부를 두도록 하여 국내에 5부 즉 상하이에 설치한 동부는 장쑤성, 저장성, 안후이성 3개 성을 관할하며, 충칭에 설치한 서부는 간쑤성, 쓰촨성, 티베트, 신장, 구이저우성 5개 성을 관할하고, 홍콩에 설치한 남부는 푸젠성, 광둥성, 광시, 윈난성 4개 성을 관할하고, 연대에 설치한 북부는 산둥성, 산시 성(산서성), 산시 성(섬서성), 몽골, 즈리 성, 동삼성의 8성을 관할하도록 하였다.
한편 해외에는 미국 호놀룰루에 설치한 하와이 지부, 샌프란시스코에 설치한 미주 지부, 유럽 벨기에의 브뤼셀에는 구주 지부, 싱가포르에는 남양 지부 등 4개 지부를 설치했다.

### 기관지 《민보》

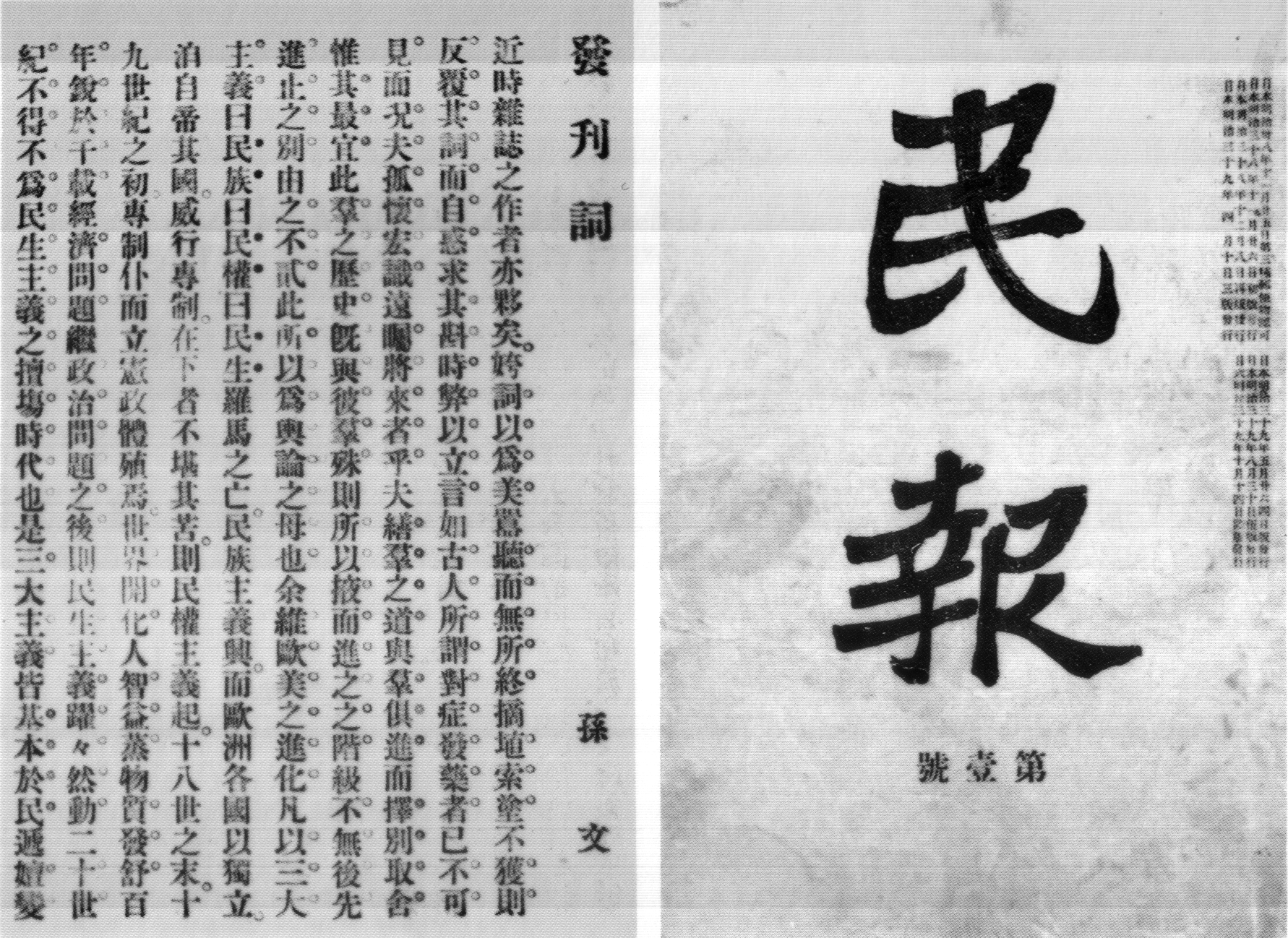
중국동맹회 기관지 《민보》. 1905년 11월 26일 발행되었다.

《20세기지지나(20世紀之支那》잡지사의 사원 반 이상이 동맹회에 가입하여 사원들의 희망에 따라 이를 동맹회 본부의 기관보로 삼았다. 그러나 제2기에 '일본정객의 중국경영담'이란 글이 질서를 방해한다는 이유로 발행하자마자 일본정부에게 몰수당했다. 이에 이를 《민보(民報)》로 고쳐 발행하고 동맹회의 기관보로 정했다.
쑨원은 1905년 11월에 창간된 《민보》의 창간사에서 '혁명의 목표'를 개괄하여 민족, 민권, 민생의 삼민주의로 설명하였다. 이 삼민주의는 동맹회의 혁명 강령이었으며 혁명운동의 지도이념이기도 하였다.

### 4대 강령
1. 중국어 정체자: 驅除韃虜(만주족 축출)
2. 중국어 정체자: 恢復中華(중화 회복)
3. 중국어 정체자: 創立民國(공화국 창립)
4. 중국어 정체자: 平均地權(토지 소유의 균등)

## 신해혁명 이전 활동
동맹회는 입헌파와 사상적인 논쟁을 전개하면서 혁명운동의 구심체로서 조직적이고 계통적인 활동을 전개하였다. 그러나 동맹회의 활동은 입헌파에 비해 훨씬 어려움을 겪었다. 왜냐하면 혁명 활동이란 비밀활동을 필요로 하는 것이며, 또한 국내에는 동맹회 세력의 본부를 설치할 곳이 없었다.
한편, 동맹회의 혁명이란 무력에 의하여 가능한 것이므로 무력 또한 물질적인 자금이 필요하였다. 그러나 이를 구하기 어려웠기 때문에 혁명당은 각지의 회당과 군대에게 연락하여 이들과 함께 혁명운동을 전개하였다. 따라서 입헌당의 입장에서 보면 '혁명이란 절대 성공 될 수 없는 일'로 간주되었다.
동맹회는 1906년부터 신해혁명 전까지 '청조 타도'를 목표로 각지에서 혁명활동을 벌이며 무장 봉기를 시도했으나 모두 실패하게 된다. 무장 봉기 시도를 일으킨 사건 가운데 주요 사건은 다음과 같다.
- 1906년 12월 - 평향·유양·예릉 봉기
- 1907년 5월 - 황강 봉기
- 1907년 6월 - 안경(安慶) 봉기
- 1907년 9월 - 방성(防城) 봉기
- 1907년 12월 - 진남관 봉기
- 1908년 3월 - 흠렴상사(欽廉上思) 봉기
- 1908년 4월 - 운남하(雲南河) 봉기
- 1910년 2월 - 광저우 신군 봉기
- 1911년 4월 27일 - 황화강 봉기

이 가운데 특히 황화강 봉기에서 많은 희생자를 내고 말았다.
1911년 10월 10일 우창 봉기에서 많은 동맹회 회원들이 참가하여 봉기에 성공했으나, 결과적으로 혁명사업을 완수하지 못했다.

## 신해혁명 이후 활동
신해혁명 발발 후, 동맹회는 본부를 도쿄에서 상하이로 옮겼다. 1912년 1월 난징 임시정부가 성립하였다. 이어 각성대표회에 국무원(國務院) 9부(部)의 총장 명단이 발표되었는데, 여기서 9명중 3명이 동맹회 회원 출신이 선출되었다.
1912년 8월 7일, 동맹회는 쑹자오런을 중심으로서 '통일공화당', '국민공당', '공진회, '공화실진회' 세력이 결합, 베이징에서 국민당을 결성했다. 그러나, 1913년에 위안스카이가 대총통으로 취임하고, 독재정치를 일으키고 민주주의를 억압, 국민당은 강제적으로 해산 당했다.

## 같이 보기
- 쑨원
- 쑹자오런
- 황싱
- 국민당
- 중국 국민당
- 광복회
- 흥중회
- 화흥회
- 황화강 사건
- 신해혁명